# Pier Luigi Bersani
Pier Luigi Bersani (Bettola, 29 september 1951) is een Italiaans politicus die president en partijleider van de Democratische Partij was. Bersani was eerder minister van Industrie en Commercie (18 mei 1996 - 22 december 1999), minister van Transport en Navigatie (22 december 1999 - 11 juni 2001) en minister van Economische Ontwikkeling (17 mei 2006 - 8 mei 2008). Na de Italiaanse parlementsverkiezingen van 2013 
was hij korte tijd kabinetsformateur. In de ontstane impasse trad hij af op 20 april 2013.

## Carrière
Bersani studeerde filosofie aan de Universiteit van Bologna en ging hierna bij de Italiaanse Communistische Partij (Partito Comunista Italiano) en vervolgens naar de Linkse Democraten (Democratici di Sinistra). Als lid van het nationale secretariaat van deze partij was hij verantwoordelijk voor de economische sector. Verder was hij vicevoorzitter van de Italiaanse gemeente Piacenza en later, in 1990, vicevoorzitter van de gemeenteraad van de gelijknamige provincie.

### Minister
Van 1994 tot 1996 was hij president van de Italiaanse regio Emilia-Romagna.
In 1996 werd hij Minister van Industrie en Commercie in het Kabinet-Prodi I. Deze functie behield hij, na de val van het Prodi I, tot 1999, tijdens het Kabinet-D'Alema I.
Ook in het hieropvolgende kabinet, Kabinet-D'Alema II, kreeg hij een ministerspositie aangeboden, ditmaal als minister van Transport en Navigatie. Ook dit kabinet viel (op 25 april 2000), maar Bersani behield zijn ministerspositie in het Kabinet-Amato II.
Toen Silvio Berlusconi vervolgens weer premier van Italië werd, zat Bersani van 2001 tot mei 2006 niet in het kabinet (Kabinet-Berlusconi II en Kabinet-Berlusconi III) maar zat hij in de Italiaanse Kamer van Afgevaardigden (Camera dei deputati), van 2001 tot 2004, als afgevaardigde van Fidenza. Van 2004 tot 2006 was hij lid van het Europese Parlement als afgevaardigde voor de Italiaanse Noord-West regio (Valle d'Aosta, Ligurië, Lombardije en Piëmont) namens de Linkse Democraten, die deel uitmaken van de Partij van de Europese Sociaaldemocraten.
In 2006 won Romano Prodi voor de tweede keer de Italiaanse parlementsverkiezingen en vormde een nieuw kabinet. Het kabinet bestond voornamelijk uit leden van de zogenaamde Olijfboomcoalitie (een coalitie van de Linkse Democraten en Democratie is Vrijheid - De Margriet), zo ook Bersani, die de post van Minister van Economische Ontwikkeling kreeg.
Hij verliet het Europese Parlement en werd nogmaals afgevaardigde in de Kamer van Afgevaardigden, ditmaal als afgevaardigde voor Emilia-Romagna.
In 2009 werd hij de president van de Italiaanse Democratische Partij, nadat hij in de verkiezingen Ignazio Marino en de partijsecretaris Dario Franceschini versloeg met en een meerderheid van 55%. Hij werd hiermee de opvolger van Walter Veltroni.
De partij werd in 2007 opgericht en bestaat uit onder meer de vroegere Linkse Democraten en Democratie is Vrijheid - De Margriet (Democrazia è Libertà- La Margherita).

## Verkiezingen 2013
Pier Luigi Bersani won als lijsttrekker van de Democratische Partij met 29,5% van de stemmen de Italiaanse parlementsverkiezingen in februari 2013. Doordat zijn alliantie de grootste werd, maakte hij automatisch aanspraak op 55% van de zetels, oftewel 345 zetels in de Camera dei Deputati. Zijn partij behaalde echter geen meerderheid in de Senato della Repubblica, waar hij slechts 123 van de 315 zetels wist te winnen. De verkiezingen hebben daardoor een patstelling veroorzaakt. Oud-premier Silvio Berlusconi wilde wel onderhandelen, maar Bersani zette alle kaarten op Beppe Grillo, die niet bereid was zijn steun te verlenen. Ook nieuwe verkiezingen waren niet mogelijk omdat president Giorgio Napolitano in het laatste halfjaar van zijn termijn zat en niet meer bevoegd was de kamers te ontbinden.
Ook in de presidentsverkiezingen weigerde Bersani te overleggen met Berlusconi over een compromiskandidaat, waardoor zijn kandidaten de een na de ander sneuvelde. Na het debacle van oud-premier Romano Prodi, die zelfs maar een deel van de eigen DP meekreeg, eiste deze het aftreden van degene die hem had overgehaald zich kandidaat te stellen: Bersani. De volgende dag, na de herverkiezing van president Napolitano, trad Bersani met het hele partijbestuur af.

## Eerbetoon
Bersani is onderscheiden met de Franse onderscheiding het Legioen van Eer.